# Курбатов, Василий Васильевич
Василий Васильевич Курбатов (1925, с. Введенская Готня, Курская губерния — 1945, вблизи села Вислица, Генерал-губернаторство, Третий рейх) — красноармеец Рабоче-крестьянской Красной Армии, участник Великой Отечественной войны, Герой Советского Союза (1945).

## Биография
Василий Курбатов родился в 1925 году в селе Введенская Готня (ныне — центр Введено-Готнянского сельского поселения, Ракитянский район Белгородской области). После окончания четырёх классов школы работал в колхозе. В июне 1943 года Курбатов был призван на службу в Рабоче-крестьянскую Красную Армию. С августа того же года — на фронтах Великой Отечественной войны. К январю 1945 года красноармеец Василий Курбатов был комсоргом батальона 825-го стрелкового полка 302-й стрелковой дивизии 60-й армии 1-го Украинского фронта. Отличился во время освобождения Польши.
14 января 1945 года Курбатов одним из первых переправился через реку Нида в районе села Вислица (в 15 километрах к югу от города Буско-Здруй) и принял активное участие в боях за захват и удержание плацдарма на его западном берегу. В одном из боёв был ранен, но остался в строю. Курбатов лично уничтожил вражеский дзот и захватил пулемёт, после чего вёл из него огонь по противнику. Действия Курбатова позволили батальону захватить первую линию траншей. Во время штурма второй линии Курбатов поднял своих товарищей в атаку. В этот момент он был убит. Был похоронен в селе Вислица (ныне — в Свентокшиском воеводстве, Польша).
Указом Президиума Верховного Совета СССР от 29 июня 1945 года за «мужество, отвагу и героизм, проявленные в борьбе с немецкими захватчиками» красноармеец Василий Курбатов посмертно был удостоен высокого звания Героя Советского Союза. Также был награждён орденом Ленина и медалью.

## Память
В честь Курбатова названа школа и установлен бюст в его родном селе.